# Freilingen (Blankenheim)
Freilingen ist ein Ortsteil der Gemeinde Blankenheim (Ahr) im Kreis Euskirchen in Nordrhein-Westfalen. Er liegt etwa drei Kilometer oberhalb der Ahr in der Dollendorfer Kalkmulde.

## Geschichte
Freilingen wurde auf dem Gelände eines römischen Gutshofs erbaut. Vermutlich entstand eine erste größere Ansiedlung zur Zeit der fränkischen Landnahme, eine Annahme die durch Gräberfunde aus fränkisch-merowingischer Zeit gestützt wird.
1351 werden die Edelherren von Freilingen erstmals genannt, deren Burg in den folgenden Jahrhunderten durch Heirat und Erbfolge mehrfach den Besitzer wechselt. Nach dem Verkauf 1826 wurde sie niedergelegt.
Wie in Lommersdorf stellte die Eisenindustrie (Bergbau und Eisenverhüttung) bis zur Mitte des 19. Jahrhunderts den wichtigsten Wirtschaftszweig dar, zu dem auch Holzeinschläge und Köhlereien gehörten.
Territorial gehörte Freilingen zum Herzogtum Arenberg. Zur französischen Zeit war Freilingen ein Teil der Mairie Lommersdorf im Canton Blankenheim. Es blieb bis 1969 eine selbstständige Gemeinde, zunächst in der Bürgermeisterei Lommersdorf, später im Amt Blankenheim. Zu der ehem. Gemeinde und heutigen Gemarkung Freilingen gehören mehrere Aussiedlerhöfe sowie der links der Ahr gelegene Teil von Ahrhütte. Zum 1. Juli 1969 wurde die Gemeinde Freilingen nach Blankenheim eingemeindet.
Am 10. April 1984 stürzte ein amerikanisches Kampfflugzeug vom Typ McDonnell Douglas F-15 aus Bitburg nahe dem Freilinger See ab. Der Pilot konnte sich mit dem Schleudersitz retten.

## Sehenswürdigkeiten

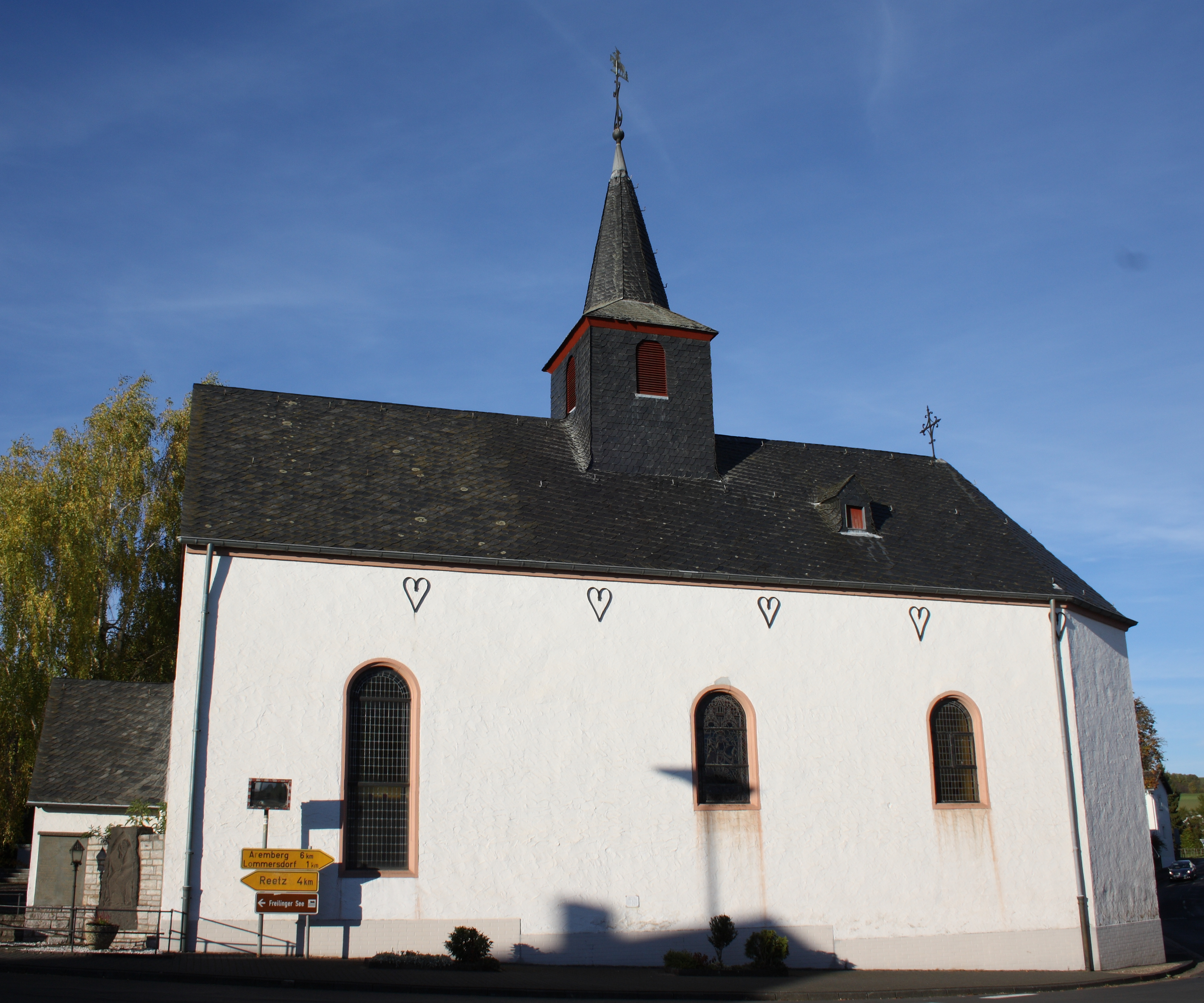
Kapelle St. Martin in Freilingen

Neben der Kapelle St. Martin aus dem Jahre 1684 sind der gegenüberliegende, zweigeschossige und repräsentative ehemalige (Bruchstein-)Lehenshof Gilles (Lommersdorfer Straße 2) aus dem 17. Jahrhundert und ein 26 m langer Fachwerk-Streikhof (1698) erhalten.
Von der dem Westwall zugehörigen Bunkerstellung, im Westen und Südwesten des Ortes, sind nach deren Einebnung im Jahr 1981 lediglich noch kleine Reste wie das sogenannte „Blockhaus“ einen Kilometer westlich des Ortes in Richtung Hüngersdorf erhalten. Die 1939 ausgeführte Anlage hatte Vollausbau und bestand aus 18 Bauteilen.

## Freizeiteinrichtungen und Tourismus

Freilinger See

Nach Norden schließt an den Ort ein Freizeit- und Erholungsgebiet an. Dessen Schwerpunkt bildet die neun Hektar große Stauanlage Weilerbach. Der sogenannte „Freilinger See“ wurde 1975 als Stausee zu diesem Zweck fertiggestellt. Die Gesamtanlage bietet neben der Möglichkeit zu angeln und Wassersport zu treiben im Umfeld eine Minigolfanlage, einen Waldlehrpfad, eine Grillanlage sowie eine mehrfach prämierte Campinganlage.
Auf dem darüber liegenden Freilinger Bruch befindet sich ein Feriendorf mit Schwimmbad, Tennisplätzen und einem Kinderspielplatz.
Durch den Ort führt der Radwanderweg Eifel-Höhen-Route, der als Rundkurs um den Nationalpark Eifel führt.

## Verkehr

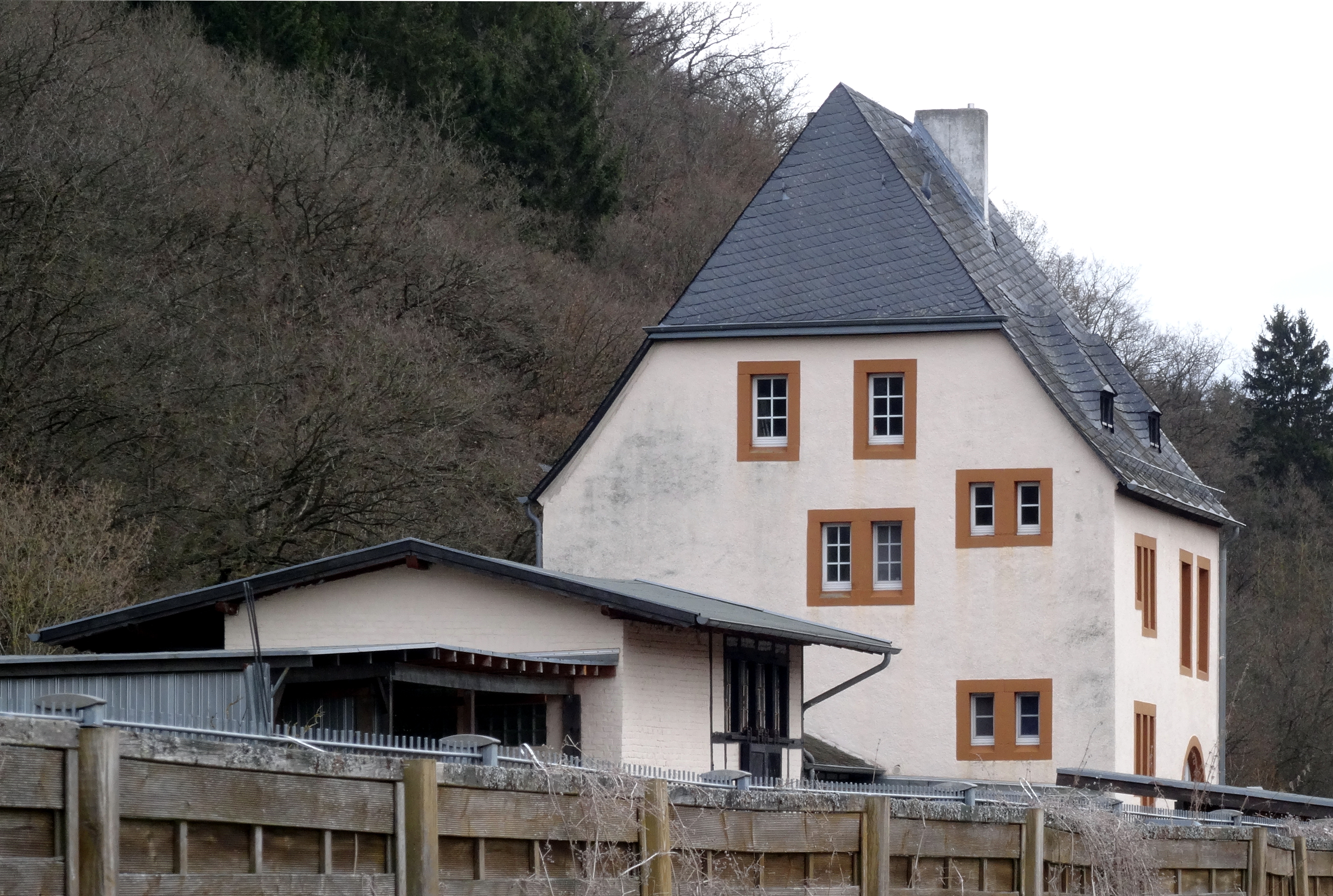
Ehemaliger Bahnhof Freilingen (Eifel) der Oberen Ahrtalbahn.

Die VRS-Buslinie 832 der RVK verbindet den Ort mit Ahrdorf und Blankenheim-Wald, überwiegend als TaxiBusPlus im Bedarfsverkehr. Die Bahnstrecke Ahrdorf–Blankenheim wurde stillgelegt und abgebaut.
| Linie | Verlauf |
| ----- | --- |
| 832   | MiKE (Blankenheim – Ahrdorf, außer im Schülerverkehr): Blankenheim (Wald) Bf – Blankenheimerdorf – Blankenheim Busbf – Blankenheim Rathaus – Reetz – Freilingen – Lommersdorf – Ahrhütte – (Dollendorf –) Uedelhoven – Ahrdorf |

## Öffentlicher Bücherschrank
Auf Initiative eines Anwohners wurde neben der Kapelle ein öffentlicher Bücherschrank eingerichtet. Der aus Freilingen stammende ehemalige Bundesliga-Torwart Fabian Giefer übernahm die Patenschaft über die am 13. Oktober 2012 in Betrieb gegangene „Freilinger Bücherbude“.
- Siehe auch Liste öffentlicher Bücherschränke in Nordrhein-Westfalen

## Persönlichkeiten
- Karl Heinz Ramers (* 1956), Sprachwissenschaftler
- Markus Ramers (* 1986), Landrat des Kreises Euskirchen seit 2020, aufgewachsen und wohnhaft in Freilingen
- Fabian Giefer (* 1990), Bundesliga-Torwart
- Dominic Sanz (* 1991), Popsänger, geboren in Freilingen